# فرانسواز ماله-ژوریس
فرانسواز ماله-ژوریس (به فرانسوی: Françoise Mallet-Joris) رمان‌نویس و نویسنده قرن بیستم میلادی اهل بلژیک بود.